# جورج أولاه
جورج أولاه (George Andrew Olah) (مواليد 22 مايو 1927 في بودابست - 8 مارس 2017) هو كيميائي أمريكي من أصل مجري، حصل على جائزة نوبل في الكيمياء سنة 1994، وقلادة بريستلي سنة 2005.
نشأ جورج في المجر ودرس في جامعة بودابست. بعد ثورة 1956 هاجرت عائلته إلى المملكة المتحدة ومن ثم إلى كندا. عمل في شركة داو للكيماويات انطلاقا من 1957. في سنة 1965 التحق بجامعة وستر ريزرف بكليفلند وفي سنة 1977 التحق بجامعة كاليفورنيا الجنوبية.

## روابط خارجية
- جورج أولاه على موقع الموسوعة البريطانية (الإنجليزية)
- جورج أولاه على موقع مونزينجر (الألمانية)
- جورج أولاه على موقع إن إن دي بي (الإنجليزية)